# Меуен-Гройтроде
Меуен-Гройтроде (на нидерландски: Meeuwen-Gruitrode) е селище в Североизточна Белгия, окръг Маасейк на провинция Лимбург. Намира се на 15 km западно от град Маасейк. Населението му е около 12 600 души (2006).